# Poplar Bluff
Poplar Bluff è un comune degli Stati Uniti d'America, situato nello Stato del Missouri, nella contea di Butler, della quale è il capoluogo. La popolazione si attesta sui 16.225 abitanti a seguito del Censimento degli Stati Uniti d'America effettuato nel 2020.

## Storia
I francesi furono i primi europei a far valere diritti territoriali sull'area di Poplar Bluff. I francesi tennero l'area fino al 1770 quando fu ceduta tramite trattato alla Spagna la quale governò fino al 1802 quando fu restituita di nuovo alla Francia. Durante questo periodo l'area di Poplar Bluff, così come tutta la contea di Butler, non aveva quasi per nulla insediamenti europei fino all'anno 1819, quando la prima famiglia di coloni si trasferì in quest'area.
I primi insediamenti permanenti in quella che oggi è la contea di Butler si verificarono all'inizio del XIX secolo lungo il Natchitoches Trail, un vecchio sentiero dei nativi americani a ovest di quello che oggi è Poplar Bluff tra i fiumi Ten Mile Creek e Cane Creek. La contea di Butler fu istituita nel 1849 e Poplar Bluff fu scelto come capoluogo della contea. Nel 1855 fu costruito il primo tribunale e il paese crebbe.
Nel 1927 un tornado rase al suolo la maggior parte del capoluogo, in particolare il quartiere degli affari sviluppatosi lungo le strade principali della città. Il tornado ha ucciso 98 persone, classificandolo come il diciassettesimo tornado più letale nella storia degli Stati Uniti d'America.

## Geografia
Poplar Bluff è attraversata dal fiume Black River. Secondo lo United States Census Bureau, la città ha un'area totale di 33,62 chilometri quadrati, di cui 33,62 km2 composti da terra e 0,18 km2 da acqua.
Poplar Bluff prende il nome da un promontorio che si affaccia sul fiume Black River (dall'inglese "Bluff" che significa appunto promontorio). Quando si stabilirono per la prima volta, questo promontorio era ricoperto di alberi di tulipani (in inglese "tulip poplar tree"), attualmente il tribunale e gli uffici del quotidiano cittadino Daily American Republic risiedono in quest'area. Poplar Bluff si trova lungo una scarpata che separa le pendici dell'altopiano d'Ozark dall'argine del Mississippi nel Missouri sudorientale. La città è situata nella zona denominata "Three Rivers" , il nome deriva dalla presenza di tre fiumi che dividono la contea.
I tre fiumi sono:
- Current River
- Black River
- St. Francis River

Questi tre fiumi sono a circa 65 chilometri di distanza con Poplar Bluff situata al centro proprio sul Black River.

## Economia
Il più grande produttore di chiodi degli Stati Uniti d'America, Mid-Continent Steel and Wire, si trova a Poplar Bluff. È una delle 15 aziende produttrici di chiodi negli Stati Uniti ed a giugno 2018 rappresentava la metà della produzione di chiodi negli Stati Uniti. Al suo apice, l'azienda di proprietà messicana impiegava circa cinquecento lavoratori, ma a partire dal 2018 l'incertezza sulle tariffe dell'acciaio minacciarono il futuro dell'impresa. Il 3 aprile 2019, Mid-Continent Steel and Wire ha ricevuto un'esenzione dalle tariffe dell'acciaio, consentendo loro di mantenere la propria forza lavoro e aumentare la produzione.